# NGC 7578/2
NGC 7578/2 је елиптична галаксија у сазвежђу Пегаз која се налази на NGC листи објеката дубоког неба.
Деклинација објекта је + 18° 42' 30" а ректасцензија 23h 17m 13,5s. Привидна величина (магнитуда) објекта NGC 7578 износи 13,9 а фотографска магнитуда 14,9. NGC 75782 је још познат и под ознакама NGC 7578B, UGC 12478, MCG 3-59-25, CGCG 454-24, VV 181, ARP 170, HCG 94A, HCG 94B, PGC 70934.